# Pattrice jones
pattrice jones (Baltimore, 1961) es una escritora, profesora y activista estadounidense conocida especialmente por ser la cofundadora del VINE Sanctuary en Springfield, Vermont, un santuario de animales gestionado por personas del colectivo LGBTI cuyo objetivo principal es ayudar a reducir la brecha entre academia y activismo. jones se enmarca ideológicamente en el ecofeminismo, aunque es partidaria de la interseccionalidad. Por otro lado, prefiere escribir su nombre en minúsculas siempre.

## Activismo
jones lleva haciendo activismo para lograr cambios sociales desde los años 70. A los 15 años dejó de comer carne y salió del armario como lesbiana. Más tarde se convirtió en vegana, porque sentía que las vacas y las gallinas eran explotadas sexualmente para obtener leche y huevos.
A lo largo de los años 80 y 90, jones se ha implicado con asociaciones para dar visibilidad y ayudar a diferentes colectivos minoritarios, como las personas con VIH o personas discapacitadas.
En 2000, jones y su pareja Miriam Jones fundaron el Eastern Shore Sanctuary en el campo, en Maryland.El santuario fue reubicado en Vermont en 2009, y renombrado VINE Sanctuary por el acrónimo de "Veganism Is the Next Evolution" (en español: el veganismo es la siguiente evolución). Este ha sido el primer santuario en desarrollar una estrategia para rehabilitar a gallos de pelea.
En el 2002, jones fue elegida como organizadora principal de la Global Hunger Alliance (GHA), una red internacional compuesta por 90 entidades activistas repartidas por todo el mundo, coordinada desde el 2002 World Food Summit. Entre sus entidades adheridas, se encuentran Personas por el Trato Ético de los Animales, Comité de Médicos por una Medicina Responsable y Uncaged Campaigns.
En 2012, jones se implicó en una batalla por las vidas de Bill y Lou, dos toros de la Universidad Green Mountain en Poultney, Vermont. Después de que uno de los toros, Lou, fuera herido, el centro decidió sacrificarlos a ambos y servirlos en el comedor como parte de la comida. Tanto estudiantes como activistas por los derechos de los animales se organizaron en protestas, y jones ofreció acoger a los toros en el VINE Sanctuary. Sin embargo, la universidad sometió a Lou, el toro herido, a una eutanasia. La controversia generó titulares a nivel nacional. A raíz de esto, jones escribió un libro titulado The Oxen at the Intersection (en español: El Toro en la Intersección).
jones escribe y organiza charlas en diferentes universidades sobre los derechos de los animales desde una perspectiva interseccional,conectando el especismo con el racismo, el machismo, la homofobia y la transfobia.

## Publicaciones
- pattrice le-muire jones (2001). «The Animals' Agenda». The Animals' Agenda 21 (5): 36–37.
- Best, Steven (1 juny 2004). «Mothers with Monkeywrenches: Feminist Imperatives and the ALF». Terrorists or Freedom Fighters?: Reflections on the Liberation of Animals. Lantern Books. p. 137–156. ISBN 978-1590560549.
- jones, pattrice (juny 2005). «Of Brides and Bridges: Linking Feminist, Queer, and Animal Liberation Movements». Satya.
- Steven Best (1 de abril de 2006). «Stomping with the elephants: Feminist principles for radical solidarity». Igniting a Revolution: Voices in Defense of the Earth. AK Press. p. 319–334. ISBN 978-1904859567.
- jones, pattrice (1 març 2007). Aftershock: Confronting Trauma in a Violent World: A Guide for Activists and Their Allies. Lantern Books. ISBN 978-1590561034. Archivado desde el original el 5 de septiembre de 2020. Consultado el 2 de marzo de 2024.
- A. Breeze Harper (1 març 2009). «Liberation as Connection and the Decolonization of Desire». Sistah Vegan: Black Female Vegans Speak on Food, Identity, Health and Society. Lantern Books. p. 187–201. ISBN 978-1590561454.
- Randall Amster (14 març 2009). «Free as a bird: natural anarchism in action». Contemporary Anarchist Studies: An Introductory Anthology of Anarchy in the Academy. Routledge. p. 236–246. ISBN 978-0415474023.
- jones, pattrice (2010). «Feminism and Psychology». Feminism and Psychology 20 (3): 365–380. doi:10.1177/0959353510368120.
- Kemmerer, Lisa (23 maig 2011). «Fighting Cocks: Ecofeminism Versus Sexualized Violence». Sister Species: Women, Animals, and Social Justice. University of Illinois Press. p. 45–56. ISBN 978-0252078118.
- jones, pattrice (1 maig 2014). The Oxen at the Intersection: A Collision. Lantern Books. ISBN 978-1590564622. Archivado desde el original el 7 de junio de 2023. Consultado el 2 de marzo de 2024.
- Carol J. Adams (31 juliol 2014). «Eros and the Mechanisms of Eco-Defense». Ecofeminism: Feminist Intersections with Other Animals and the Earth. Bloomsbury Academic. p. 91–108. ISBN 978-1628928037.